# Месники: Грімм
Месники: Грімм — американський супергеройський фільм 2015 року. Сценарист, співредактор і режисер Джеремі М. Інман. Фільм створено кінокомпанією «B-movie» «The Asylum».

## Про фільм
Лиходій Румпельштільцхен захоплює королівство Білосніжки і вбиває її чоловіка, Прекрасного Принца. Потім він викрадає саму королеву і телепортується до нашого світу — до Лос-Анджелеса. Слідом за ними із наміром відбити королеву вирушають Попелюшка, Рапунцель, Спляча красуня і Червона шапочка.
Вони намагаються дістатися до зловмисника, але попередньо їм доводиться битися з армією траллів.

## Знімались
| Актор            | Роль             |
| ---------------- | ---------------- |
| Каспер ван Дін   | Румпельштільцхен |
| Лу Ферріньйо     | Залізний Джон    |
| Ріла Вандербільт | Рапунцель        |
| Кімо Леопольдо   | Вовк             |
| Піт Капелла      | Маттіас          |